# Carla Bautista Piqueras
Carla Bautista Piqueras (Albacete, Castella-la Manxa, 14 de març de 2000) és una futbolista espanyola. Juga com a davantera i actualment juga pel Rayo Vallecano en la Primera Divisió. És internacional sub-19 amb la selecció d'Espanya.

## Trajectòria
Va començar a jugar en l'equip filial de l'Albacete. Després de dos temporades, va passar al primer equip on va romandre altres dos. La temporada 2017/18 l'Atlètic de Madrid es va fer amb els seus serveis i després d'una temporada, va decidir cedir-la a la Reial Societat, on disposaria de més minuts. En acabar aquella temporada, el conjunt basc va fitxar-la.
L'11 de maig de 2019, Carla Bautista va disputar la seua segona final de la Copa de la Reina. En aquella ocasió, amb el conjunt txuri-urdin va poder disputar alguns minuts de joc contra l'Atlètic de Madrid. L'equip donostiarra es va imposar en la final per 2 gols a 1. El juny de 2020 va fitxar pel València CF, on fou la màxima golejadora fins lesionar-se el novembre d'aquell any. En acabar la temporada deixà l'equip, junt a huit futbolistes més.
En 2018, amb la selecció espanyola Sub-19 es va proclamar campiona d'Europa a Suïssa.